# Хервиг Волфрам
Хервиг Волфрам (на немски: Herwig Wolfram) е австрийски медиевист и емеритиран професор на Виенския университет.

## Биография
Роден е на 14 февруари 1934 г. във Виена. Следва от 1952 до 1957 г. история и латински във Виенския университет, където от 1969 г. до пенсионирането си е професор по Средновековна история.

## Признание и отличия
- Член на Австрийската академия на науките
- Член-кореспондент на Monumenta Historica
- Носител на Австрийския медал за наука и изкуство (2000)[1]
- Cardinal Innitzer Prize (2011)
- Член-кореспондент на Британската академия
- Член-кореспондент на Словенската академия на науките и изкуствата (2015)[2]

## Произведения
- Splendor Imperii (Wien 1963).
- Intitulatio I. (Wien 1967) und II (Wien 1972)
- Geschichte der Goten. Entwurf einer historischen Ethnographie, C.H. Beck, München 1979
- Das Reich und die Germanen. Zwischen Antike und Mittelalter, Siedler, Berlin 1990 Siedler Deutsche Geschichte.
- Österreichische Geschichte 378 – 907: Grenzen und Räume. Geschichte Österreichs vor seiner Entstehung. Ueberreuter, Wien 1995.
- Salzburg, Bayern, Österreich. Die Conversio Bagoariorum et Carantanorum und die Quellen ihrer Zeit Wien 1995.
- Die Germanen, C.H. Beck, München 1995 (Beck'sche Reihe Wissen, 9. überarbeitete Aufl. 2009, ISBN 978-3-406-59004-7.
- Konrad II. Kaiser dreier Reiche, C. H. Beck, München 2000.
Conrad II, 990 – 1039: Emperor of Three Kingdoms, Pennsylvania State University Press, 2006. ISBN 0-271-02738-X
- Die Goten und ihre Geschichte, C.H.Beck, München 2001 (Beck'sche Reihe Wissen); History of the Goths, University of California Press, 1990. ISBN 0-520-06983-8
- The Roman Empire and Its Germanic Peoples, University of California Press, 1997. ISBN 0-520-08511-6
- Plötzlich standen wir vor Attila. Eine Zeitreise ins Hunnenreich, Ueberreuter, Wien 2002
- Gotische Studien. Volk und Herrschaft im Frühen Mittelalter. C. H. Beck, München 2005